# Homem doente da Ásia
A expressão "homem doente da Ásia" ou "homem doente da Ásia Oriental", originalmente refere-se à China no final do século XIX e início do século XX, quando esta foi dilacerada por divisões internas e forçada pelas grandes potências a uma série de Tratados Desiguais, culminando na invasão japonesa da China na Segunda Guerra Mundial. A frase foi concebida como um paralelo ao "homem doente da Europa", referindo-se ao enfraquecimento do Império Otomano durante o mesmo período.

## Uso contemporâneo
Um dos usos mais proeminentes da frase no século XX foi no filme de Hong Kong de 1972, Fist of Fury, estrelado por Bruce Lee, que foi lançado em toda a Ásia. De acordo com o escritor chinês Chang Ping, aquele filme, e outros, combinados com a educação chinesa sobre seu "século de humilhação", ligaram o termo "homem doente" à história colonial chinesa, tornando-o um símbolo do bullying estrangeiro.
Recentemente, o termo foi aplicado a outros países além da China. Por exemplo, um artigo de abril de 2009 intitulado "The Sick Man of Asia" refere-se ao Japão, não à China.
As Filipinas se tornaram o homem doente da Ásia durante a ditadura conjugal de Ferdinand Marcos na década de 1970 até a queda de seu regime em 1986. O país conseguiu crescer economicamente a partir de então, onde em 2013, sob a presidência de Benigno Aquino III, o país foi apelidado pelo Banco Mundial de Tigre Ascendente da Ásia. Em 2014, a pesquisa da Organização de Comércio Exterior do Japão mostrou "as Filipinas como o segundo mais lucrativo entre os países da ASEAN-5, depois da Tailândia", abolindo formalmente o status de "homem doente" das Filipinas.

### Artigo do Wall Street Journal de 2020
Em 3 de fevereiro de 2020, o The Wall Street Journal publicou um artigo de opinião de Walter Russell Mead sobre a epidemia de COVID-19 intitulado, "China is the Real Sick Man of Asia". Em 19 de fevereiro, o porta-voz do Ministério das Relações Exteriores da China, Geng Shuang, emitiu uma declaração revogando as credenciais de imprensa de três repórteres do Wall Street Journal e ordenando sua expulsão. O comunicado afirma que o artigo do WSJ "caluniou" os esforços da China na luta contra a COVID-19 e "usou um título racialmente discriminatório, gerando indignação e condenação entre o povo chinês e a comunidade internacional." O conselho editorial do Wall Street Journal publicou um artigo observando que, embora o termo "homem doente" possa ser visto como "insensível", as ações do governo chinês visavam desviar a atenção do público de sua gestão do coronavírus ou em retaliação ao governo dos Estados Unidos designando a mídia estatal chinesa que opera nos Estados Unidos como missões estrangeiras.